# Tikem-See
Der Tikem-See ist ein See in der Provinz Mayo-Kebbi Est im Südwesten der Republik Tschad.

## Beschreibung
Der See liegt in der Toupouri-Niederung auf einer Höhe von 320 bis 323 Metern über dem Meeresspiegel und wird vom Fluss Mayo Kébbi be- und entwässert. Die Toupouri-Niederung wurde vom Tschad unter dem Titel Plaines d’inondation du Logone et les dépressions Toupouri unter den Schutz der Ramsar-Konvention gestellt.

## Hydrologie
Der See hat eine jahreszeitlich unterschiedliche Größe, die zwischen 15 und 62 km² variiert. Der niedrigste Wasserstand von fünf Metern wird im Mai/Juni erreicht, der höchste Wasserstand während der Regenzeit des westafrikanischen Monsuns im September/Oktober.

## Ökologie
Die einstmals den See umschließenden Galeriewälder wurden mittlerweile großflächig gerodet. Die verbliebenen Wälder setzen sich aus den Baumarten Acacia albida, Acacia seyal und anderen Feuchtgebietsarten wie Khaya senegalensis zusammen.